# Max Entin
Max Anders Entin, född 13 juli 1972, är en svensk högstadielärare och illustratör.
Max Entin är lärare i svenska och engelska på Blommensbergsskolan i Gröndal i Stockholm och har gett ut serien Magister Max i Lärarnas tidning sedan 2011.